# Jack Marshall (politico)
Sir John Ross Marshall, detto Jack (Wellington, 5 marzo 1912 – Snape, 30 agosto 1988), è stato un politico e avvocato neozelandese, Primo ministro della Nuova Zelanda dal 7 febbraio all'8 dicembre 1972.

## Biografia
Nato a Wellington nel 1912, la famiglia si trasferì a Whangārei quando Jack aveva sette anni. Si laureò in legge presso l'Università Victoria di Wellington.
Durante la seconda guerra mondiale prestò servizio militare nella New Zealand Army, dove raggiunse il grado di maggiore. Fu prima schierato in Nuova Caledonia, Figi e le Isole Salomone, e poi prese parte alla battaglia dei tre fiumi, accompagnato, tra gli altri, dal caporale Robert Muldoon. Successivamente, partecipò alla liberazione di Trieste.

### Carriera politica
Finita la guerra, il Partito Nazionale convinse Marshall, nel frattempo divenuto barrister, a candidarsi per le elezioni parlamentari del 1946. Nel 1949 Marshall entrò nel governo di Sidney Holland, dove fu messo a capo dei dicasteri della salute e della statistica. Nel corso del suo mandato da ministro della giustizia, incarico assegnatogli nel 1954, rese noto il suo sostegno alla pena di morte per i casi di omicidio. Nel 1957, a seguito delle dimissioni di Holland, Marshall fu nominato vice primo ministro da Keith Holyoake, incarico che durò per tre mesi prima della sconfitta elettorale. Nel 1966 entrò a far parte del Consiglio privato del Regno Unito.
Il 7 febbraio 1972 Marshall succedette a Holyoake come leader del Partito Nazionale, e quindi come Primo ministro, e nominò l'avversario Robert Muldoon vice primo ministro. Il suo mandato durò dieci mesi: a dicembre dello stesso anno, il Partito Nazionale, al governo da dodici anni, perse le elezioni contro il Partito Laburista capeggiato da Norman Kirk. A seguito della sconfitta elettorale, divenne leader dell'opposizione, incarico da cui si dimise il 4 luglio 1974. Non si ricandidò alla leadership del partito, anche per motivi di salute, permettendo così a Muldoon di essere eletto all'unanimità.
Dimessosi dalla Camera dei rappresentanti nel 1975, Marshall criticò il Primo ministro Muldoon per la sua personalità aggressiva, per le sue azioni in materia di economia, e per il suo rifiuto di impedire l'avvio del tour della nazionale di rugby a 15 del Sudafrica del 1981.
Ritiratosi dalla politica, Marshall tornò a lavorare in ambito legale, e divenne visiting fellow all'Università Victoria di Wellington. Fu anche a capo di più di sessanta enti di beneficenza, perlopiù di natura cristiana, nonché della Bible Society New Zealand.
Morì il 30 agosto 1988 a Snape, in Inghilterra.

## Vita privata
Il 29 luglio 1944, mentre era in congedo, Marshall sposò l'infermiera Jessie Margaret Livingston a Perth.